# Michaela Fletcher
Ingrid Michaela Fletcher, född 6 januari 1966 i Täby, är en svensk moderat politiker. Fletcher är kommunstyrelsens ordförande i Österåkers kommun, en post hon tillträdde 2011 när hon efterträdde Ingela Gardner Sundström. Sedan 2023 är Fletcher även förbundsordförande för Moderaterna i Stockholms län.
Fletcher har gjort sig känd för stram ekonomisk förvaltning i rollen som kommunstyrelsens ordförande i Österåker, vägledd av vad hon beskriver som "anti-sväll faktorn". Under hennes ledarskap har kommunalskatten i Österåker sänkts från 19:23 till 16:60 kronor per intjänad hundralapp.
Innan inträdet i politiken arbetade Fletcher bland annat som undersköterska i sjukvården och som reseledare på Ving. Hon har angett den tidigare moderatledaren Gösta Bohman som sin idol i unga år.
Under 2020 framkom att arvoden som kommunen betalat till politiker från Moderaterna och samarbetspartierna för deltagande i interna möten saknade laglig grund. Fletcher hade i rollen som kommunstyrelsens ordförande attesterat dessa utbetalningar om totalt cirka en miljon kronor under 2015-2020. Efter en extern granskning förtydligade kommunen rutinerna för arvoden och ersättningar.